# Джеймс Вілсон (футболіст, 2007)
Джеймс Ві́лсон (англ. James Wilson; нар. 6 березня 2007) — шотландський футболіст, нападник клубу «Гарт оф Мідлотіан» і збірної Шотландії.

## Клубна кар'єра
Вихованець академії клубу «Гарт оф Мідлотіан». Влітку 2023 року підписав з клубом свій перший професіональний контракт. 20 січня 2024 року дебютував в основному складі «Гартс» в матчі Кубка Шотландії проти клубу «Спартанс», вийшовши на заміну Кьосуке Тагаві. 11 травня того ж року в поєдинку проти «Данді» дебютував у шотландському Прем'єршипі, замінивши Кеннета Варгаса.
29 серпня 2024 року в матчі кваліфікації Ліги Європи УЄФА проти чеського клубу «Вікторія» (Пльзень) дебютував у єврокубках. 19 жовтня 2024 року в поєдинку Прем'єршипу проти «Сент-Міррена» забив свій перший гол у професіональній кар'єрі. 19 грудня в матчі Ліги конференцій УЄФА проти молдовського «Петрокуба» вперше відзначився м'ячем у єврокубках. Таким чином у віці 17 років і 288 днів став наймолодшим бомбардиром в історії турніру (цей рекорд у лютому 2025 року побив Майкл Нунан), а також наймолодшим в історії «Гартс» в єврокубках. 21 грудня 2024 року продовжив контракт з клубом до літа 2026 року.
16 квітня 2025 року продовжив контракт з «Гартс» до 2027 року.

## Кар'єра в збірній
Виступав за збірні Шотландії до 16, до 17 і до 19 років.
11 березня 2025 року вперше викликаний до збірної Шотландії головним тренером Стівом Кларком для участі в матчах плей-оф Ліги націй УЄФА проти збірної Греції. 23 березня в поєдинку з Грецією дебютував за збірну Шотландії, вийшовши на заміну Ендрю Робертсону. У віці 18 років і 17 днів став наймолодшим гравцем в історії збірної, перевершивши досягнення Джона Лембі (18 років і 63 дні) в лютому 1887 року проти збірної Ірландії.

## Статистика виступів

### Клубна статистика
Станом на 15 липня 2025
| Клуб              | Сезон             | Чемпіонат         | Чемпіонат | Чемпіонат | Кубок | Кубок | Кубок ліги | Кубок ліги | Єврокубки | Єврокубки | Інші  | Інші | Всього | Всього |
| Клуб              | Сезон             | Дивізіон          | Матчі     | Голи      | Матчі | Голи  | Матчі      | Голи       | Матчі     | Голи      | Матчі | Голи | Матчі  | Голи   |
| ----------------- | ----------------- | ----------------- | --------- | --------- | ----- | ----- | ---------- | ---------- | --------- | --------- | ----- | ---- | ------ | ------ |
| Гарт оф Мідлотіан | 2023–24           | Прем'єршип        | 2         | 0         | 1     | 0     | 0          | 0          | 0         | 0         | 0     | 0    | 3      | 0      |
| Гарт оф Мідлотіан | 2024–25           | Прем'єршип        | 24        | 5         | 4     | 0     | 0          | 0          | 4         | 1         | 0     | 0    | 32     | 6      |
| Гарт оф Мідлотіан | 2025–26           | Прем'єршип        | 0         | 0         | 4     | 0     | 2          | 2          | —         | —         | 0     | 0    | 2      | 2      |
| Всього за кар'єру | Всього за кар'єру | Всього за кар'єру | 26        | 5         | 5     | 0     | 2          | 2          | 4         | 1         | 0     | 0    | 37     | 8      |

1. ↑  1 матч у Лізі Європи УЄФА, 3 матчі та 1 гол у Лізі конференцій УЄФА

### Міжнародна статистика
Станом на 23 березня 2025 
| Збірна            | Сезон             | Товариські | Товариські | Офіційні | Офіційні | Всього | Всього |
| Збірна            | Сезон             | Матчі      | Голи       | Матчі    | Голи     | Матчі  | Голи   |
| ----------------- | ----------------- | ---------- | ---------- | -------- | -------- | ------ | ------ |
| Шотландія         |                   |            |            |          |          |        |        |
| 2025              | 0                 | 0          | 1          | 0        | 1        | 0      |        |
| Всього за кар'єру | Всього за кар'єру | 0          | 0          | 1        | 0        | 1      | 0      |

### Матчі за збірну
Станом на 23 березня 2025 
| Матчі Джеймса Вілсона за збірну Шотландії | Матчі Джеймса Вілсона за збірну Шотландії | Матчі Джеймса Вілсона за збірну Шотландії | Матчі Джеймса Вілсона за збірну Шотландії | Матчі Джеймса Вілсона за збірну Шотландії | Матчі Джеймса Вілсона за збірну Шотландії | Матчі Джеймса Вілсона за збірну Шотландії | Матчі Джеймса Вілсона за збірну Шотландії |
| №                                         | Дата                                      | Суперник                                  | Рахунок                                   | Голи                                      | Картки                                    | Хвилини                                   | Змагання                                  |
| ----------------------------------------- | ----------------------------------------- | ----------------------------------------- | ----------------------------------------- | ----------------------------------------- | ----------------------------------------- | ----------------------------------------- | ----------------------------------------- |
| 1                                         | 23 березня 2025                           | Греція                                    | 0–3                                       |                                           |                                           | 17'                                       | Ліги націй УЄФА 2024–25 (плей-оф)         |

Всього: 1 матч / 0 голів; 0 перемог, 0 нічиїх, 1 поразка.